# 改め文方式
改め文方式（かいめぶんほうしき・あらためぶん―）は、溶込方式の一種である。「改める文」や「改正文」ともいう。
溶込方式（吸収方式）は、既存の法令の一部を改正する方式の一種で、当該法令を改正する法令を制定し、この法令を施行することで当該法令を改正する方式をいう。当該一部改正法令中の改正規定が改正の対象となる既存の法令中に溶け込み、その一部として吸収されてしまうことからこのように呼ぶ。
このような法令改正の方式は、基本的には、ドイツ、フランスなどの大陸法系の国々に共通した方式であり、イギリス、アメリカなどの英米法系の国々でも改め文方式がとられている。なお、条約についても、少なくとも日本の締結するものについては、改め文方式がとられている。
以下では、特に記載のない限り、日本の改め文方式について説明する。
もっとも、改め文の記述の仕方には、以下で説明するほかにも、戦前から積み重ねられてきた慣習による種々のルールがある。加えて、各地方公共団体ごとのローカルルール、更に被改正法令（例規）ごとのローカルルールがある。
したがって、実際の起案にあたっては、『ワークブック法制執務』だけでなく、過去の閣法や政令における事例についても適宜参照する必要がある。

## 定義
この記事で用いる用語の定義は、おおむね次による。
1. 「法令」　法律及び政令をいう。
2. 「府省令等」　おおむね次の命令[4]をいう。
  1. 内閣法（昭和22年法律第5号）第25条第3項の内閣官房令
  2. 内閣府設置法（平成11年法律第89号）第7条第3項の内閣府令
  3. 内閣府設置法第58条第4項（宮内庁法（昭和22年法律第70号）第18条第１項において準用する場合を含む。）の命令
  4. デジタル庁設置法（令和3年法律第36号）第7条第3項のデジタル庁令
  5. 復興庁設置法（平成23年法律第125号）第7条第3項の復興庁令
  6. 国家行政組織法（昭和23年法律第120号）第12条第1項の省令
  7. 国家行政組織法第13条第1項の命令
  8. 中央省庁等改革基本法（平成10年法律第103号）第53条第2項の中央省庁等改革推進本部令
3. 「例規」（「法令審査例規」という場合を除く。）　地方公共団体の条例及び規則をいう。
4. 「一部改正法令（法律、例規）」　その本則において他の法令（法律、例規）の一部を改正する法令（法律、例規）をいう。
5. 「附則改正法令（法律、例規）」　その附則において他の法令（法律、例規）の一部を改正する法令（法律、例規）をいう。
6. 「全部改正法令（法律、例規）」　他の法令（法律、例規）の全部を改正する法令（法律、例規）をいう。
7. 「廃止法令（法律、例規）」　その本則において他の法令（法律、例規）を廃止する法令（法律、例規）をいう。
8. 「制定法令（法律、例規）」　一部改正法令（法律、例規）、全部改正法令（法律、例規）及び廃止法令（法律、例規）以外の法令（法律、例規）をいう。
9. 「被改正法令（法律、例規）」　一部改正法令（法律、例規）又は附則改正法令（法律、例規）によりその一部が改正される法令（法律、例規）をいう。全部改正法令（法律、例規）によりその全部が改正される法令（法律、例規）を含まない。
10. 「章等」　編、章、節、款又は目をいう。
11. 「条等」　条、項、号又は号の細分（その細分を含む。）をいう。
12. 「条項」　条又は項をいう。
13. 「法令審査例規」　内閣法制局の法令審査例規をいう。
なお、この記事で引用する法令審査例規の中には、現在では、当たり前のものとして、『法令審査事務提要（改定）』に掲載されていないものもある。
また、法令立案に関する協議・第一次会議～第四次会議（昭和30年10月～12月）の決定事項など、厳密には「例規」としての決裁を経ていないものについても、『法令審査事務提要（改定）』で「例規編」に収録されていることに鑑み、この記事では、「法令審査例規」として扱う。
14. 「法令整備会議」　内閣法制局で、昭和41年以後開催されている[5]法令整備のための会議をいう。なお、同会議での結論については、これと異なる例規が定められている場合がある等必ずしも実務と一致しているとは限らない点に留意する必要がある。
15. 「法令審査メモ」　内閣法制局で、「法令審査資料集の作成について」（昭和50年５月７日）に基づき、昭和50年から平成３年までにかけて作成された法令審査メモをいう。
16. 「法令起案例規」　旧法務庁の法令起案例規をいう。もっとも、現在は、その効力を有しないものと解される。

## 改め文方式による案文の例
改め文方式の一部改正法令は、概ね次のような形式で記述される。
| 〇〇法の一部を改正する法律 〇〇法（令和〇年法律第〇号）の一部を次のように改正する。 第〇条中「□□□」を「◇◇◇」に改め、「×××」の下に「△△△」を加える。 附則 （施行期日） 第一条この法律は、～日から施行する。 ［以下略］ |

修正案については、概ね次のような形式で記述される。
| 〇〇法の一部を改正する法律案に対する修正案 〇〇法の一部を改正する法律案の一部を次のように修正する。 第〇条の改正規定中「□□□」を「◇◇◇」に改め、「×××」を削る。 |

## 題名

### 一部改正法令
一部改正法令の題名は、本則で改正する法令の題名を冠して、本則で改正する法令の数が１又は２であるときは「Ａ法（及びＢ法）の一部を改正する法律」と、３以上であるときは「Ａ法等の一部を改正する法律」とすることを原則とする。ただし、本則において２の法令を改正する場合であっても、Ａ法令及びＡ法令の一部改正法令の一部を改正するときは、「Ａ法等の一部を改正される法律」とする。
また、一部改正法令であり、かつ、廃止法令である場合には、普通「Ａ法の一部を改正する等の法律」とする。この場合にも、改正される法令の数が２以上のときは、「Ａ法等の一部を改正する等の法律」とする。なお、廃止を主とする場合には、「Ａ法を廃止する等の法律」とした例もある。
このほか、改正の目的を明示することにより改正の対象となる法令の範囲をある程度表すという趣旨から、「中小企業の経営の改善発達を促進するための中小企業信用保険法等の一部を改正する法律」(平成29年法律第56号)などのような題名を付することもある。
また、新しい法令(制定法令に限らない。)の施行に伴い必要となる政令や府省令等の改廃を目的とする政令や府省令等の題名は、「Ａ法の施行に伴う関係政令の整理に関する政令」とすることもある。更に、実質的な政策判断に基づいた改正をも行う場合には、「整理」の代わりに「整備」とする。「整理」の範囲を少々はみ出す程度の場合に「整理等」とした例もある。

### 修正案
修正案の題名は、議院修正では「〇〇法案に対する修正案」と、内閣修正では「〇〇法案中修正」とする。
なお、修正案の場合には、原則一つの修正案で数個の法律案を修正することは行われないが、この例外として、「併合修正」がある。これは、２以上の法案を併合して１の法案とする形で修正を行うもので（例えば、日
日本
本国
国憲
憲法
法の
の改
改正
正手
及続
びに
国関
政す
にる
お法
け律
る案
重
要
な
問
題
に
係
る
案
件
の
発
議
手
続
及
び
国
民
投
票
に
関
す
る
法
律
案に対する併合修正案が挙げられる。）、修正件名中に各法案の題名を並列して記載する点及び題名の後（修正の柱書きを記載せずに）いきなり併合修正後の法案の題名から書き出す点が特徴的である。
なお、併合修正された法案の議案番号を記載する場合には、各修正前の法案に係る議案番号を括弧内に並列して記載する。
また、帝国議会の時代には、「分割修正」が行われたこともある。これは、１の法案を２以上の法案に分割する形で修正を行うもので、分割修正された法案の一方のみが可決した例もあるが、現在でも認められるかについては議論がある。もっとも、実務上は新法案の提出により対処されている。

## 制定文
一部改正政令（府省令等）には、制定政令（府省令等）と同様に、制定文を置く。
被改正政令（府省令等）の制定文については、引用する法令の条名等が変わった場合でも改正しない。

## 柱書き

### 一部改正法令
一部改正法令では、普通、はじめに「〇〇法（令和〇年法律第〇号）の一部を次のように改正する。」といういわゆる「柱書き」を記載し、改正対象の法令を明示し、続けて、それぞれの改正内容を定めた改正規定を記載していくこととなる。
この場合において、法令審査例規によれば、本則で略称を用いることとした他法令について附則において改正を行うときでも、当該略称をそのまま用いず、改めて当該他法令名（法令番号を除く。）を掲げるものとされている。
なお、戦前は「〇〇法中左ノ通改正ス」（題名のある法令）又は「明治〇年法律第〇号中左ノ通改正ス」（題名のない法令）のように引用していた。
また、現在は、題名がない法令（件名の法令）であっても、「〇〇法（令和〇年法律第〇号）」と引用することとなっているが、戦後すぐの頃は、題名のない法令の改正の場合には、「昭和〇年法律第〇号（〇〇に関する件）」と記載することとなっていた。

#### なお効
ある法令を改正し、若しくは廃止した場合又はある法令が失効した場合の経過措置として、旧法の規定の一部又は全部について「なおその効力を有する」又は「なお従前の例による」とされる場合がある。
このうち、「なお従前の例による」は、旧法の規定の効力が失われた上で、なおも旧法下の法制度に従うものである。したがって、既に効力を失っている以上、この「なお従」を改正することはできない。
一方、「なおその効力を有する」は、読んで字の如く、旧法の規定はその効力を有したままである。よって、この「なお効」を改正することも理屈としては可能であり、実際にそのような事例も見られる。
この場合、改正前の法令を単に「〇〇法（令和〇年法律第〇号）の一部を次のように改正する。」とすると、当然ながら、現行の〇〇法が改正されてしまうから、「〇〇法の一部を改正する法律（令和〇年法律第〇号）附則第〇条の規定によりなおその効力を有するものとされる同法第〇条による改正前の〇〇法（令和〇年法律第〇号）の一部を次のように改正する。」などとして、どの法令による「なお効」を改正するのかを明示するようにする。廃止前の法令を改正する場合にも、混同のおそれはないものの同様の方式による。この場合において、当該一部改正法令の改正規定が数段階にわたって施行されるものであったときは、「同法第〇条による改正前の〇〇法」の部分を「同法附則第１条第２号に掲げる規定による改正前の〇〇法」のようにすることも考えられる。一方、失効前の法令を改正する場合には、改正の柱書きでは単に「旧○○法」と引用し、改正規定においてなお効である旨を明らかにする方式によった例がある。
なお、当該なお効の改正の後で当該なお効を引用する必要がある場合には、「〇〇法の一部を改正する法律（令和〇年法律第〇号）附則第〇条の規定によりなおその効力を有するものとされる同法第〇条による改正前の〇〇法（令和〇年法律第〇号）（以下「令和〇年改正前〇〇法」という。）の一部を次のように改正する。」などのように、柱書き中で当該なお効を定義しておくことも考えられる。

#### 戦前の法令
戦前の法令には、 柱書きと改め文を融合させた例（主に附則改正）が多く見られた。
| 第〇条 Ａ法第Ａ条第Ａ項中「Ｘ１」ヲ「Ｘ２」ニ改ム Ｂ法第Ｂ条第Ｂ項中「Ｙ」ヲ削リ同法ニ次ノ一条ヲ加フ 第Ｚ条・・・ 第×条Ａ法第Ａ条第Ａ項、Ｂ法第Ｂ条第Ｂ項並ニＣ法第Ｃ条第Ｃ項及第Ｄ条第Ｄ項中「Ｘ」ヲ「Ｙ」ニ改ム |

また、表の改正では、一部改正法令の柱書きと別に、表の改正についての柱書きを建て、改め文を簡略化した例もあった。
| Ａ法中左ノ通改正改正ス 第〇条中・・・改ム 別表中左ノ如ク改ム 第〇号中「Ｘ１」ヲ「Ｘ２」ニ改ム 第×号ヲ左ノ如ク改ム × ・・・ |

#### 戦後黎明期の法律における試み
戦後黎明期の一部改正法律では、制定法律の改め文を被改正法令中の条ごとにまとめた例があった。法令では、現在この方式を採るものはないが、札幌市等の例規では、現在も同様の方式を用いている。

### 全部改正法令
全部改正法令は、概ね次のような形式で記述される。
法令の最初に「〇〇法の全部を改正する」旨が記されているが、これは、全部改正の柱書きではなく、制定文である（したがって、改め文方式ではない）ことに注意する必要がある。このことは、「次のように」としていないことや、当該記載の後に全改後の題名が書かれず、いきなり全改後の本則又は目次から書き出される（当該全部改正法令の題名自体が全改後の題名となる）ことからも分かる。
| ××法 〇〇法（令和〇年法律第〇号）の全部を改正する。 目次 第一章総則（第一条―第〇条） 第二章・・・（第〇条―第〇条） 附則 目的 第一条この法律は、・・・することを目的とする。 ［略］ 附則 （施行期日） 第一条この法律は、～日から施行する。 ［略］ |

これに対し、全部修正案の場合には、一部修正案と同様に「〇〇法律案の全部を次のように修正する。」の記載に続けて題名を含む修正後の法律案全文を記す形式で記述され、改め文方式を採っている。

### 修正案
議院修正では「〇〇法案の一部（全部）を次のように修正する。」と、内閣修正では「〇〇法案を次のように修正する。」とする。
なお、併合修正の場合には、修正の柱書きを記載せずに、いきなり併合修正後の法案の題名から書き出すこととなる。

#### 戦後黎明期の修正案における試み
戦後黎明期の修正案では、次のように束ね法案の改め文を、一部改正法律中の条ごとにまとめた例もある。法律案に対する修正案では、現在この方式を採っていない。
| 地方税法等の一部を改正する法律案に対する修正案（秋山長造君提出） (一)第一条の一部を次のように修正する。 目次の改正規定中「改める」を『、「使途等（第七百一条の七十三・第七百一条の七十四）」を「使途（第七百一条の七十三）」に改める』に改める。 ［略］ (二)第三条の一部を次のように修正する。 附則第十五項の次に二項を加える改正規定のうち附則第十六項中「及び同法第三百四十九条の三の二第二項に規定する小規模住宅用地」、「又は小規模住宅用地」、「それぞれ」及び「又は第二項」を削り、「得た額）とし」の下に「、同法附則第十八の三第一項の規定の適用を受ける小規模住宅用地については当該小規模住宅用地に係る同条第二項に規定する昭和五十年度分の課税標準額とし」を加え、「当該農地に係る同項に規定するその年度分の固定資産税の課税標準となるべき額」を「当該農地に係る同条第二項及び第三項に規定する昭和三十八年度分の課税標準額」に改める。 (三)附則の一部を次のように修正する。 第一条第一号中「改正規定」の下に「及び同法附則第三十一条の改正規定」を加える。 ［略］ ―第77回国会参議院地方行政委員会第４号（昭和51年３月31日） |

## 改正の諸原則
改め文方式の改正全体にわたる原則としては、おおむね次のようなものがある。

### 同一の法形式により行うこと。
例を挙げると、次のとおりである。
| 法律は法律により、政令は政令により改正する。したがって、法律により政令を改正することはできない。                                                           |
| 府省令等は、改正される府省令等を定めた府省庁等と同一の府省令等が定める府省令等により改正する。したがって、内閣府令を法務省令により改正することはできない。 |
| 条例は条例により、規則は規則により、規程は規程により改正する。                                                                                             |

補足すると、次のとおりである。
| 勅令又は太政官布告等で、法律としての効力を有するものは、法律により改正する。                                                                                   | 勅令又は太政官布告等で、法律としての効力を有するものは、法律により改正する。 |
| --- | --- |
| 例１ | 食糧緊急措置令（昭和21年勅令第86号） 同勅令は、地方自治法の一部を改正する法律の施行に伴う関係法令の整理に関する法律（昭和28年法律第213号）による改正の後、主要食糧の需給及び価格の安定に関する法律（平成６年法律第113号）により廃止された。                                                                            |
| 例２ | 爆発物取締罰則（明治17年太政官布告第32号） 直近では、刑法等の一部を改正する法律の施行に伴う関係法律の整理等に関する法律（令和４年法律第68号）第１条により改正された。 |
| ポツダム命令でポツダム宣言の受諾に伴い発する命令に関する件の廃止に関する法律（昭和27年法律第81号）に基づき法律としての効力を有するものは、法律により改正する。 | |
| 例１ | 出入国管理及び難民認定法（昭和26年政令第319号） 制定当時は、「出入国管理令」という題名であったが、難民の地位に関する条約等への加入に伴う出入国管理令その他関係法律の整備に関する法律（昭和56年法律第86号）により、「出入国管理及び難民認定法」に改められた。                                                           |
| 例２ | 物価統制令（昭和21年勅令第118号） 直近では、刑法等の一部を改正する法律の施行に伴う関係法律の整理等に関する法律（令和４年法律第68号）第138条により改正された。 |
| 例３ | 死産の届出に関する規程（昭和21年厚生省令第42号） 直近では、デジタル社会の形成を図るための関係法律の整備に関する法律（令和３年法律第37号）により改正された。 |
| 勅令又は太政官布告等で、政令としての効力を有するものは、政令により改正する。                                                                                   | |
| 例１ | 勲章佩用式（明治21年勅令第76号） 直近では、勲章従軍記章制定の件等の一部を改正する政令（平成14年政令第277号）により改正された。 |
| 例２ | 勲章制定ノ件（明治８年太政官布告第54号） 直近では、勲章従軍記章制定の件等の一部を改正する政令（平成14年政令第277号）第１条により改正された。 |
| 例３ | 大勲位菊花大綬章及副章製式ノ件（明治10年太政官達第97号） 直近では、勲章従軍記章制定の件等の一部を改正する政令（平成14年政令第277号）第２条により改正された。また、大日本帝国憲法下では、明治十年第九十七号達大勲位菊花大綬章大勲位菊花章図式及大勲章以下略綬ノ件中改正ノ件（昭和11年勅令第65号）により改正されている。 |

例外を示すと、次のとおりである。
| 府省令等について、その主務大臣が変わったときは、変更後の主務大臣が定める内閣府令又は省令により改正する。 | 府省令等について、その主務大臣が変わったときは、変更後の主務大臣が定める内閣府令又は省令により改正する。 |
| --- | --- |
| 例 | 特定商品等の預託等取引契約に関する法律施行規則（昭和61年通商産業省令第75号） - 消費者庁及び消費者委員会設置法の施行に伴う関係法律の整備に関する法律（平成21年法律第49号）により、主務大臣が経済産業大臣から内閣総理大臣に変更された。 - この省令は、特定商品等の預託等取引契約に関する法律施行規則の一部を改正する内閣府令（平成25年内閣府令第36号）等により改正された後、預託等取引に関する法律施行規則（令和４年内閣府令第1号）により全部改正されている。     |
| 共同命令について、その主務大臣の全部又は一部が変わった場合も同様である。                                 | |
| 例 | 電子署名及び認証業務に関する法律施行規則（平成13年総 務 省 法 務 省 経済産業省令第２号） - デジタル庁設置法（令和３年法律第36号）により、主務大臣が総務大臣、法務大臣及び経済産業大臣（同法第33条にあっては、総務大臣及び経済産業大臣）から内閣総理大臣及び法務大臣（同法第33条にあっては、内閣総理大臣）に変更された。 - この省令は、電子署名及び認証業務に関する法律施行規則の一部を改正する命令（令和４年デジタル庁 法 務 省令第１号）により改正されている。 |

### 改正は、前から順に行うこと。
例を挙げると、次のとおりである。
| 数個の規定を改正する場合には、標記部分の若い順に行う。                                                                    | 数個の規定を改正する場合には、標記部分の若い順に行う。     |
| --- | ---------------------------------------------------------- |
| 正 | 第一条第二項中・・・改め、同条第三項中・・・改める。       |
| 誤 | 第一条第三項中・・・改め、同条第二項中・・・改める。       |
| 同一の規定中数個の字句を改正する場合には、字句の出現する順に行う。 ※ 第一条には、甲、乙、丙の順に字句が現れるものとする。 |                                                            |
| 正 | 第一条中「甲」を削り、「乙」を「丁」に改め、「丙」を削る。 |
| 誤 | 第一条中「甲」及び「丙」を削り、「乙」を「丁」に改める。   |

補足すると、次のとおりである。
| 数個の規定に共通する字句の改正をまとめて行うことができるのは、中間に別の改正が含まれない場合に限られる。数個の規定に共通してただし書・後段を新設・廃止する場合等も同様である。 | 数個の規定に共通する字句の改正をまとめて行うことができるのは、中間に別の改正が含まれない場合に限られる。数個の規定に共通してただし書・後段を新設・廃止する場合等も同様である。 |
| --- | --- |
| 正 | 第一条に次のただし書を加える。 ただし、・・・。 第二条中・・・改める。 第三条に次のただし書を加える。 ただし、・・・。                                                         |
| 誤 | 第一条及び第三条に次のただし書を加える。 ただし、・・・。 第二条中・・・改める。                                                                                               |
| 同一の規定中の同一の字句の改め、削り又は加えについては、重複して行うに及ばない。 ※ 第一条には、甲、乙、甲の順に字句が現れるものとする。                                        | |
| 正 | 第一条中「甲」を削り、「乙」を「丙」に改める。 |
| 誤 | 第一条中「甲」を削り、「乙」を「丙」に改め、「甲」を削る。 |

例外を示すと、次のとおりである。
| 既存の規定を移動し、そのスペースに新たな規定を加える場合には、先に当該既存の規定を移動して追加先のスペースを確保する。 | 既存の規定を移動し、そのスペースに新たな規定を加える場合には、先に当該既存の規定を移動して追加先のスペースを確保する。 |
| --- | --- |
| 正 | 第二条を第三条とし、第一条の次に次の一条を加える。 （見出し） 第二条・・・。                                           |
| 誤１ | 第一条の次に次の一条を加える。 （見出し） 第二条・・・。 第二条を第三条とする。                                        |
| 誤２ | 第一条の次に次の一条を加え、第二条を第三条とする。 （見出し） 第二条・・・。                                           |

### 規定の中身の改正は、当該規定の移動の前に行うこと。
例を挙げると、次のとおりである。
| 規定中の字句の改正と、当該規定の移動では、前者を先に行う。                                       | 規定中の字句の改正と、当該規定の移動では、前者を先に行う。                         |
| ------------------------------------------------------------------------------------------------ | ---------------------------------------------------------------------------------- |
| 正                                                                                               | 第一条中「甲」を「乙」に改め、同条を第二条とする。                                 |
| 誤                                                                                               | 第一条を第二条とし、同条中「甲」を「乙」に改める。                                 |
| 規定の細分に係る改正（細分の加え、改め、削り、移動等）と、当該規定の移動とでは、前者を先に行う。 |                                                                                    |
| 正                                                                                               | 第一条を削る。 第二条に次の二号を加える。 三・・・ 四・・・ 第二条を第一条とする。 |
| 誤                                                                                               | 第一条を削り、第二条を第一条とし、同条に次の二号を加える。 三・・・ 四・・・       |

### 改正規定は、条ごとに区切ること。
例を挙げると、次のとおりである。
| 条建ての本則・附則 | 条建ての本則・附則                            |
| ------------------ | --------------------------------------------- |
| 正                 | 第一条中・・・改める。 第二条中・・・改める。 |
| 誤                 | 第一条中・・・改め、第二条中・・・改める。    |
| 項建ての本則       |                                               |
| 正                 | 第一項中・・・改め、第二項中・・・改める。    |
| 誤                 | 第一項中・・・改める。 第二項中・・・改める。 |

例外を示すと、次のとおりである。
| 項建ての附則の場合には、項ごとに改正規定を区切る。これは、項建ての附則における各項は、本則における条と同程度の独立性を有すると考えられるからである。                 | 項建ての附則の場合には、項ごとに改正規定を区切る。これは、項建ての附則における各項は、本則における条と同程度の独立性を有すると考えられるからである。                                                                           |
| --- | --- |
| 正 | 附則第一項中・・・改める。 附則第二項中・・・改める。 |
| 誤 | 附則第一項中・・・改め、附則第二項中・・・改める。 |
| 同一の改正のみを連続して行うときは、数条をまとめて改正する。 ※ 第１条と第３条の間に改正を要する規定はないものとする。                                                | |
| 正 | 第一条及び第三条に後段として次のように加える。 この場合において、・・・。 |
| 誤 | 第一条に後段として次のように加える。 この場合において、・・・。 第三条に後段として次のように加える。 この場合において、・・・。                                                                                                |
| 規定の加え又は全部改めがあるときは、その部分で区切る。ただし、この点については、必ずしも厳格に運用されている訳ではなく、実際には、［誤］に当たるような例も見られる。 | |
| 正 | 第一条第二項を次のように改める。 ２・・・。第一条を第三条とする。 |
| 誤 | 第一条第二項を次のように改め、同条を第三条とする。 ２・・・。 |
| 条建ての改正規定の場合、各改正規定（章等又は条の加え又は全文改めに係る改正規定にあっては、当該章等又は条に係る部分）ごとに区切る例もある。                           | |
| 例１ | 第一条のうち、〇〇法第二条の次に二条を加える改正規定のうち第二条の二中・・・改め、同改正規定のうち第二条の三中・・・改め、同法第三条の改正規定中・・・改める。                                                                 |
| 例２ | 第一条のうち、〇〇法第二条の次に二条を加える改正規定のうち第二条の二中・・・改める。 第一条のうち、〇〇法第二条の次に二条を加える改正規定のうち第二条の三中・・・改める。 第一条のうち、〇〇法第三条の改正規定中・・・改める。 |

補足すると、次のとおりである。
| 題名は、それだけで単独の改正規定とする。 |
| 章名等とその直後の条とは、単独の改正規定による例と別個の改正規定による例とがある。 |
| 別表等については、それぞれの表等を単位として改め文を区切る。もっとも、改正の対象となる別表が非常に大部のものである場合には、分かりやすさ等の観点から、当該別表の項ごとに改め文を区切ることがある。 |

### 同一の規定を二度引きしないこと。
例を挙げると、次のとおりである。
| ある規定中の字句を改正した後、再び同一の規定中の字句を改正することはできない。 | ある規定中の字句を改正した後、再び同一の規定中の字句を改正することはできない。                      |
| ------------------------------------------------------------------------------ | --------------------------------------------------------------------------------------------------- |
| 正                                                                             | 第一条第二項中「甲」を「乙」に改め、同条第三項中「甲」を「乙」に、「丙」を「丁」に改める。          |
| 誤                                                                             | 第一条第二項及び第三項中「甲」を「乙」に改め、同項中「丙」を「丁」に改める。                        |
| ある規定を改めた後、更に移動することはできない。                               | |
| 正                                                                             | 第一条を次のように改める。 第一条・・・。 第二条を削り、第三条を第二条とする。                      |
| 誤                                                                             | 第一条を削る。 第二条を次のように改める。 第二条・・・。 第二条を第一条とし、第三条を第二条とする。 |

補足すると、次のとおりである。
| 規定の加えの場合において、追加先を明示するために引用するときは、ここでいう二度引きには該当しない。このため、次のような場合には、［正］の例のように改正すれば足り、［誤］の例のように「二度引き」を避けるために項の改正の順序を入れ替える必要はない。 | 規定の加えの場合において、追加先を明示するために引用するときは、ここでいう二度引きには該当しない。このため、次のような場合には、［正］の例のように改正すれば足り、［誤］の例のように「二度引き」を避けるために項の改正の順序を入れ替える必要はない。 |
| --- | --- |
| 正 | 第一条第二項中・・・改め、同条第三項を同条第四項とし、同条第二項の次に次の一項を加える。 |
| 誤 | 第一条第三項を同条第四項とし、第一条第二項中・・・改め、同項の次に次の一項を加える。 |

例外を示すと、次のとおりである。
| 法令又はその本則の全体に共通する字句の改正は、最初にまとめて行うことができる。 | 法令又はその本則の全体に共通する字句の改正は、最初にまとめて行うことができる。 |
| ------------------------------------------------------------------------------ | --- |
| 例１                                                                           | 附則や別表等（別表その他の表、様式及び目録をいう。以下同じ。）も含めた当該法令全体の特定字句を一括して改める場合 「甲」を「乙」に改める。 第〇条中「丙」を「丁」に改める。 ［以下略］                                               |
| 例２                                                                           | 本則中の特定字句のみを改める（附則中の特定字句については改めない）場合 本則（第〇条第〇項を除く。）中「甲」を「乙」に改める。 第〇条第〇項中「甲」を「乙」に、「丙」を「丁」に改める。 ［以下略］                                   |
| 例３                                                                           | 本則（一部の規定を除く。）中の特定字句の全部を改める（当該一部の規定中の特定字句については改めない）場合 本則（第〇条第〇項を除く。）中「甲」を「乙」に改める。 第〇条第〇項中「甲」を「戊」に、「丙」を「丁」に改める。 ［以下略］ |

### 同一の規定を連続して引用するときは、同条・同項などのように表現すること。
| 正 | 第一条第二項を削り、同条第三項中・・・改め、同項を同条第二項とする。             |
| 誤 | 第一条第二項を削り、第一条第三項中・・・改め、第一条第三項を第一条第二項とする。 |

補足すると、次のとおりである。
| 号の細分の場合には、「そ（の）」と受けると、「同号イ」とした例がある（第〇条第〇項第〇号イまでが共通する場合）。また、府省令等では、「同イ」と受けるも見られる。もっとも、号の細分を改め、移動する場合には、「その」を用いることができないので「同号イ」と受けることとなる。 |
| 改正規定については、閣法及び参法では、直前の「改正規定」を受ける表現として「同改正規定」と受ける。衆法では、「同条の改正規定」等と受ける。 |

例外を示すと、次のとおりである。
| 段落をまたぐときは、再度「第〇条第〇項中」のように引きなおす。                                                 | 段落をまたぐときは、再度「第〇条第〇項中」のように引きなおす。                                                 |
| 法令審査例規では、別表の改正の場合には、段落をまたいで「同表」とすることを例外として認めている（実効性喪失）。 | 法令審査例規では、別表の改正の場合には、段落をまたいで「同表」とすることを例外として認めている（実効性喪失）。 |
| --- | --- |
| 例 | 別表一の項中・・・改め、同表二の項を次のように改める。 ［次のよう略］ 同表三の項中・・・改める。               |

### 同一の規定中の改正は、「中」を用いてまとめることができること。
例を挙げると、次のとおりである。
| 「中」を使用する場合   | 「中」を使用する場合                                                                 |
| ---------------------- | ------------------------------------------------------------------------------------ |
| 例１                   | 第一条中第四項を削り、第五項を第四項とする。                                         |
| 例２                   | 第一条第二項中「甲」を「乙」に改め、第三号を削り、第四号を第三号とする。             |
| 例３                   | 附則中第二条を削り、第三条を第二条とし、第四条を第三条とする。                       |
| 「中」を使用しない場合 |                                                                                      |
| 例１                   | 第一条第四項を削り、同条第五項を同条第四項とする。                                   |
| 例２                   | 第一条第二項中「甲」を「乙」に改め、同項第三号を削り、同項第四号を同項第三号とする。 |
| 例３                   | 附則第二条を削り、附則第三条を附則第二条とし、附則第四条を附則第三条とする。         |

例外を示すと、次のとおりである。
| 二段階に「中」を用いることはできない。 | 二段階に「中」を用いることはできない。 |
| -------------------------------------- | --- |
| 正                                     | 第一条中第五項を第六項とし、第四項を削り、同条第三項中「甲」を「乙」に改め、同項を同条第四項とし、同条第二項を同条第三項とし、同条第一項の次に次の二項を加える。 |
| 誤                                     | 第一条中第五項を第六項とし、第四項を削り、第三項中「甲」を「乙」に改め、同項を第四項とし、第二項を第三項とし、第一項の次に次の二項を加える。                     |

補足すると、次のとおりである。
| 次の場合には、「中」を二重に用いることを避ける等のため「うち」を用いることがある。 | 次の場合には、「中」を二重に用いることを避ける等のため「うち」を用いることがある。 | 次の場合には、「中」を二重に用いることを避ける等のため「うち」を用いることがある。 |
| ---------------------------------------------------------------------------------- | ---------------------------------------------------------------------------------- | --- |
| 別表の改正                                                                         | 例１                                                                               | 別表第一のうち二 〇〇〇の項中「甲」を「乙」に改め、同表△△の項中「丙」を「丁」に改める。 |
| 別表の改正                                                                         | 例２                                                                               | 別表第一の二 〇〇〇の項中「甲」を「乙」に改め、同表△△の項中「丙」を「丁」に改める。 |
| 前文の改正（衆法）                                                                 | 例                                                                                 | 前文のうち第一項中「甲」を「乙」に改める。 |
| 前文の改正（衆法）                                                                 | ［補足］単に「前文第一項」のように引用する例もある。                               | |
| 改正規定の改正                                                                     | 例１                                                                               | 第一条のうち、〇〇法第二条から第四条までの改正規定のうち第二条に係る部分中「甲」を「乙」に、「丙」を「丁」に改め、同改正規定のうち第三条に係る部分中「戊」を削り、「己」の下に「庚」を加える。               |
| 改正規定の改正                                                                     | 例２                                                                               | 第一条のうち〇〇法第二条から第四条までの改正規定のうち、第二条に係る部分中「甲」を「乙」に、「丙」を「丁」に改め、第三条に係る部分中「戊」を削り、「己」の下に「庚」を加える。                               |
| 改正規定の改正                                                                     | 例３                                                                               | 第一条のうち、〇〇法第二条から第四条までの改正規定のうち第二条に係る部分中「甲」を「乙」に、「丙」を「丁」に改め、同法第五条の改正規定のうち同条第三項に係る部分中「戊」を削り、「己」の下に「庚」を加える。 |
| 次のような「中」は用いない。                                                       |                                                                                    | |
| 正                                                                                 | 第一条ただし書を削る。第一条第二項及び第三項を次のように改める。                   | 第一条ただし書を削る。第一条第二項及び第三項を次のように改める。 |
| 誤                                                                                 | 第一条中ただし書を削る。第一条中第二項及び第三項を次のように改める。               | 第一条中ただし書を削る。第一条中第二項及び第三項を次のように改める。 |